# 9K135 Kornet
9K135 Kornet (russisch 9К135 Корнет, Kornett) ist ein sowjetisches Panzerabwehrsystem, bestehend aus einer Startvorrichtung und verschiedenen Varianten des Lenkflugkörpers 9M133. Der NATO-Codename lautet AT-14 Spriggan.

## Entwicklung
Das 9K135-Waffensystem wurde Mitte der 1980er-Jahre zum Einsatz gegen Kampfpanzer wie Leopard 2 und M1 Abrams konzipiert. Die 9K135 war als Nachfolgemodell für die 9K111 Fagot und 9K113 Konkurs vorgesehen. Das System wurde im Oktober 1994 von der Entwicklerfirma KBP der Öffentlichkeit vorgestellt. Vermutlich noch im selben Jahr wurden die ersten Systeme an die russischen Streitkräfte ausgeliefert. Die verbesserte Ausführung Kornet-EM wurde im Jahr 2011 vorgestellt. Hergestellt wird das System in der Waffenfabrik Wolsk.

## Technik
Die 9M133-Lenkflugkörper werden in versiegelten GFK-Transport- und Startbehältern vom Werk ausgeliefert. Das Abfeuern kann von einer 9P163-1-Dreibeinlafette erfolgen, wobei die Rakete unmittelbar aus ihrem Transport- und Startbehälter gestartet wird. Die Startvorrichtung kann von zwei Mann transportiert und eingesetzt werden. Die Startvorrichtung ist zusätzlich zur 1PN79-1-Tageslicht-Zieloptik mit einem Wärmebildgerät ausgestattet, das eine Zielerfassung auf bis zu 3.500 Metern Entfernung ermöglicht. Darüber hinaus ist es möglich, von einem Zielgerät aus zwei Startvorrichtungen gleichzeitig anzusteuern und dadurch ein Ziel simultan mit zwei Raketen zu bekämpfen. Die Ausführung 9P163-2 der Lafette kann auf leichten Geländefahrzeugen montiert werden.
Die Steuerung der 9K135 Kornet erfolgt mittels eines vom 1P45-Zielfernrohr der 9P163-Lafette ausgesendeten Laserleitstrahles. Der Laserleitstrahl stellt ein moduliertes und kodiertes Bündel von Einzelstrahlen dar, die gemeinsam ein von der Lenkrakete lesbares Koordinatensystem bilden, mit dessen Hilfe in der Lenkrakete die Kurskorrekturen errechnet werden. Der Bediener hält das Ziel im Visier und die Lenkrakete steuert sich so, dass sie mit Hilfe der Laserleitstrahlen entlang der Sichtlinie auf das Ziel zufliegt. Dabei ist es möglich, zunächst neben das Ziel zu zielen, um nicht frühzeitig Laserwarngeräte des anvisierten Panzers ansprechen zu lassen.
Die Lenkwaffen der Ausführung Kornet-EM verfügen über einen Suchkopf mit automatischer Laserzielsuche. Somit funktioniert Kornet-EM nach dem Fire-and-Forget-Prinzip. Die Kornet-EM-Lenkwaffen fliegen auf einer semiballistischen Flugbahn und erreichen so eine größere Reichweite als die Standardversion. Durch den steilen Anflugwinkel ist Kornet-EM nur schwer durch abstandsaktive Schutzsysteme zu bekämpfen. Die Kornet-EM-Lenkwaffen können auch von unbemannten Luftfahrzeugen gestartet werden.
Der Standardgefechtskopf besteht aus einer Hohlladung bzw. Tandemhohlladung, die 1.100–1.300 Millimeter Panzerstahl (RHA) durchdringen kann. Daneben existieren thermobarische, Splitter- und Splitter-Brand-Gefechtsköpfe zum Einsatz gegen Weichziele und Befestigungen.

## Startfahrzeuge
Der Jagdpanzer 9P163M-1 Kornet-S basiert auf dem Fahrgestell des BMP-3, der Jagdpanzer 9P162 Kornet-T hingegen auf dem neueren Fahrgestell des BMD-3. Die Kettenfahrzeuge verfügen über Tag- und Nachtoptiken. Der Lenkwaffenstart erfolgt von einem um 360 Grad drehbaren Werferarm mit zwei Lenkwaffenbehältern. Unter dem Werferarm befindet sich ein Magazin für 16 Lenkwaffen. Der Nachladevorgang erfolgt automatisch.
Für die Schützenpanzer BTR-80 und BMP-1 sowie kleinere Wasserfahrzeuge existiert unter der Bezeichnung Kliwer ein Waffenturm mit vier Raketen, einer 30-mm-Maschinenkanone vom Typ 2AT72 (4000 Meter Reichweite, 350 bis 400 Schuss pro Minute) und einem 7,62-mm-Maschinengewehr vom Typ PKT. Voll aufmunitioniert wiegt der Turm 1,5 Tonnen. Er verfügt über einen Feuerleitcomputer und ähnliche Zielsysteme wie die Dreibein-Startvorrichtung. Der Turm ist um 360 Grad drehbar und hat einen Höhenrichtbereich von −15 bis +60 Grad.
Die Ausführung Kornet-EM wurde im Jahr 2011 vorgestellt und ist auf dem Geländewagen GAZ-2330 installiert. Auf dem Fahrzeugdach sind zwei unabhängig bedienbare Werferarme mit je vier Lenkwaffen und Zieloptiken installiert. Das Fahrzeug kann zeitgleich zwei Ziele mit je zwei Lenkwaffen bekämpfen.

## Einsätze
Ende Dezember 2016 verloren die türkischen Streitkräfte in Nordsyrien im Kampf gegen die Terrormiliz Islamischer Staat (IS) bei Al-Bab einen Kampfpanzer vom Typ Sabra (M60T) und zehn Kampfpanzer vom Typ Leopard 2A4, davon sechs durch Panzerabwehrlenkwaffen vom Typ 9K135 Kornet.
Am 12. November 2018 zerstörte die Hamas mit dieser Waffe aus dem Gazastreifen heraus einen Bus in Israel.
Die Hisbollah im Libanon erhielt vermutlich aus Syrien Kornet und verschoss sie beim Vordringen der Israelis 2024. Die Israelis fanden Kornets in zivilen Häusern.

## Varianten

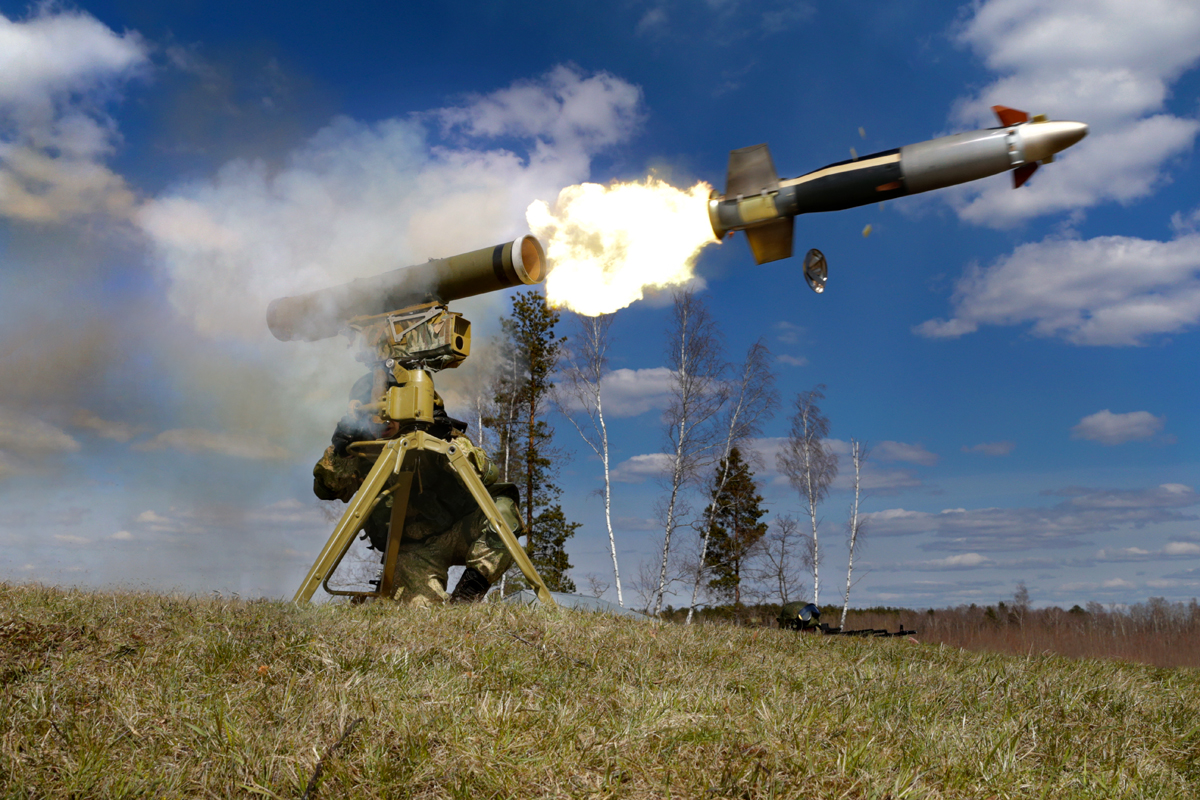
Start einer Kornet durch einen russischen Soldaten 2017

Die Ausführung Kornet verwendet folgende Lenkflugkörpertypen:
- 9M133-1: Initialversion. Reichweite 5.000 m. Mit Monoblock-Hohlladung. Panzerdurchschlag 1.000 mm RHA.
- 9M133: Basisversion mit 9N156-1-Tandem-Hohlladung. Panzerdurchschlag bis zu 1.200 mm RHA.
- 9M133F: Version mit einem thermobarischen Gefechtskopf.
- 9M133F-1: Version mit einem Splitter-Brandgefechtskopf.
- 9M133B: Projekt einer Fire-and-Forget-Version mit aktivem MMW- oder IR-Suchkopf.

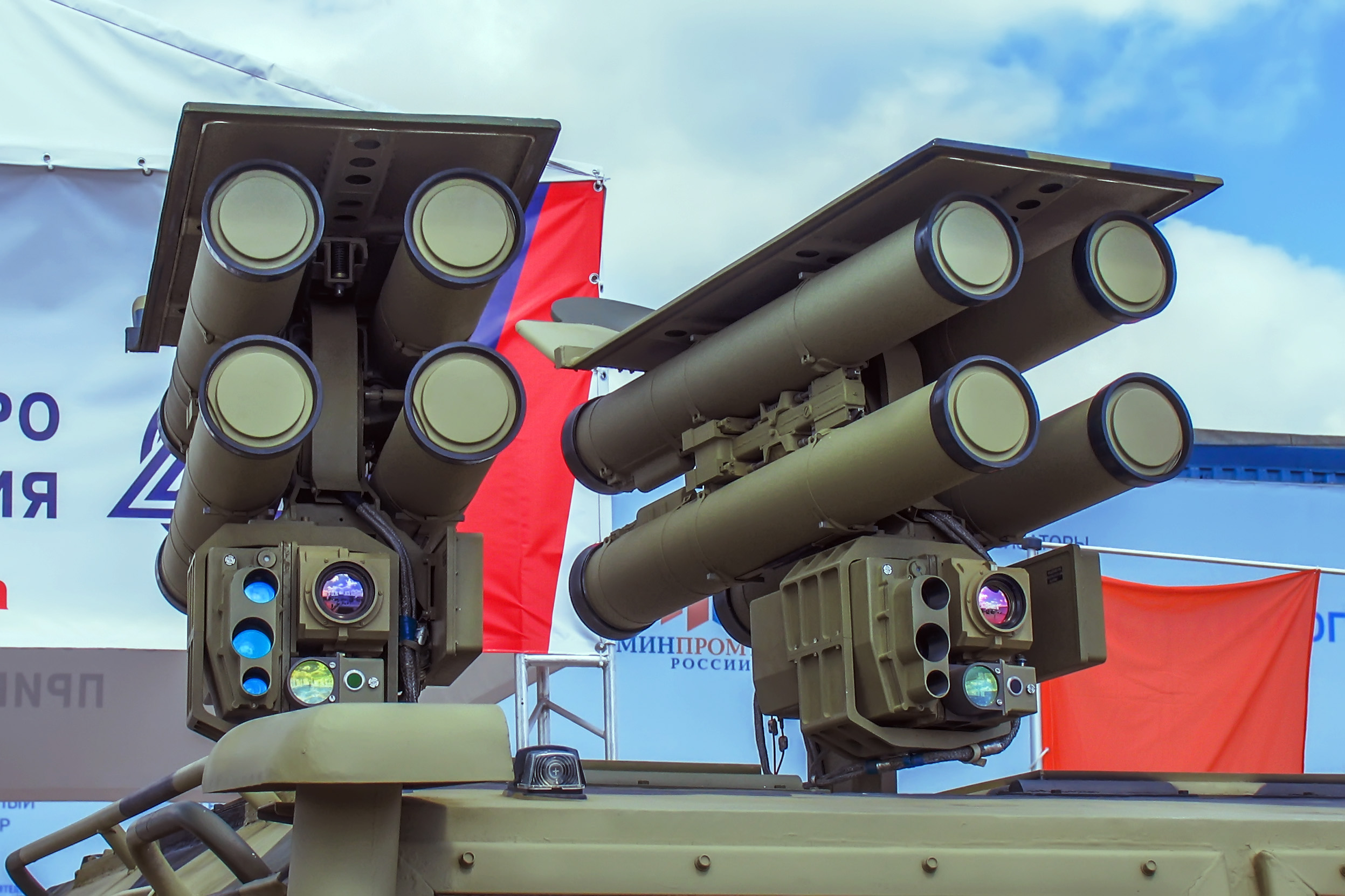
9M133 Kornet-EM auf dem Trägersystem Kornet-D, GAZ-2975 Tigr

Die Ausführung Kornet-EM verwendet folgende Lenkflugkörpertypen:
- 9M133M-2: Version mit Tandem-Hohlladung. Reichweite 8.000 m. Panzerdurchschlag bis zu 1.300 mm RHA.
- 9M133FM-2: Version mit einem Splitter-Brand-Gefechtskopf. Reichweite 8.000 m.
- 9M133FM-3: Version mit einem Splittergefechtskopf und Näherungszünder. Reichweite 10.000 m.

## Verbreitung

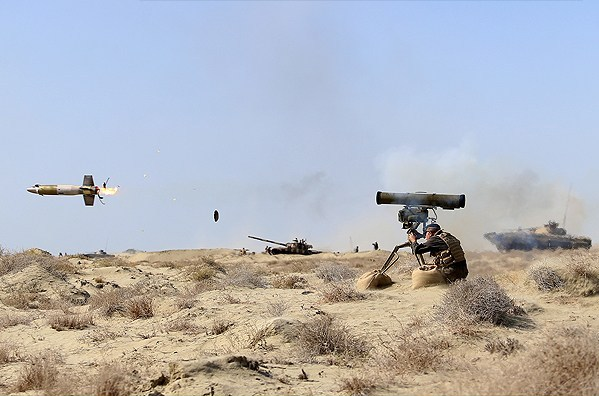
Iranische Kornet beim Start

- Algerien – 368 Startgeräte und 8.000 Lenkflugkörper[14][15]
- Armenien – 100[15][16]
- Aserbaidschan – 100[15]
- Äthiopien – unbekannte Anzahl[17]
- Bahrain – 250[15][18]
- Elfenbeinküste – unbekannte Anzahl[17]
- Eritrea – 80[15]
- Griechenland – 200 Startgeräte und 1.100 Lenkflugkörper[15][19]
- Irak – 300[15][17]
- Iran – unbekannte Anzahl[17][20]
- Indien – 250 Startgeräte und 3.000 Lenkflugkörper[15]
- Jordanien – 200 Startgeräte und 2.000 Lenkflugkörper[15]
- Jemen – unbekannte Anzahl[17]
- Katar – unbekannte Anzahl[17]
- Kuwait – unbekannte Anzahl[17]
- Libyen – unbekannte Anzahl[17]
- Marokko – 100[15]
- Namibia – 100[15]
- Nordkorea – unbekannte Anzahl. Lokale Bezeichnung Bulsae-3.[21]
- Peru – 288[15]
- Russland – unbekannte Anzahl
- Serbien – unbekannte Anzahl[22]
- Sudan – 100[15]
- Syrien – 2.600[15]
- Türkei – 2.400[15][23]
- Uganda – 1.000[15]
- Ukraine – unbekannte Anzahl[17]
- Vereinigte Arabische Emirate – 5.000[15]